# Anne Shirley
Anne Shirley (Nova York, 17 d'abril de 1918 – Los Angeles, 4 de juliol de 1993) va ser una actriu cinematogràfica estatunidenca.

## Biografia
El seu veritable nom era Dawn Evelyeen Paris, i va néixer a la ciutat de Nova York. Als cinc anys, va iniciar una fructífera trajectòria com a actriu infantil sota el nom de Dawn O'Day, actuant en pel·lícules de l'època anterior al codi Hays, com Liliom (1930), Riders of the Purple Sage (amb Tom Mix), So Big!, Three on a Match i Rasputin and the Empress.
El 1934, l'actriu va interpretar Anne Shirley, personatge de la pel·lícula Anne of Green Gables, basada en l'obra Anna de les Teules Verdes, adoptant a partir de llavors com a nom artístic propi el d'aquest personatge.
Ja amb el seu nou nom, va aconseguir una fructífera carrera actuant en papers secundaris. Entre les seves pel·lícules destaca Stella Dallas (1937), cinta per la qual va ser nominada a l'Oscar a la millor actriu secundària.
D'entre les moltes pel·lícules en les quals va participar, sobresurten Steamboat 'Round the Bend, Make Way for a Lady, Vigil in the Night, Anne of Windy Poplars, The Devil and Daniel Webster i Murder, My Sweet, el seu últim film.
El 1944 va decidir retirar-se, fixant el seu domicili a Los Angeles, Califòrnia.
El seu primer marit va ser l'actor John Payne, amb el qual va tenir Julie Ann Payne, també actriu. El seu segon matrimoni va ser amb Adrian Scott, i el tercer amb Charles Lederer, nebot de l'actriu Marion Davies. Fruit del seu últim matrimoni, va néixer un fill, Daniel Lederer.
Anne Shirley es va morir a causa d'un càncer de pulmó a Los Angeles el 1993. Tenia 75 anys.
Per la seva contribució a la indústria cinematogràfica, se li va concedir una estrella en el Passeig de la Fama de Hollywood, en el 7020 de Hollywood Boulevard.

## Filmografia

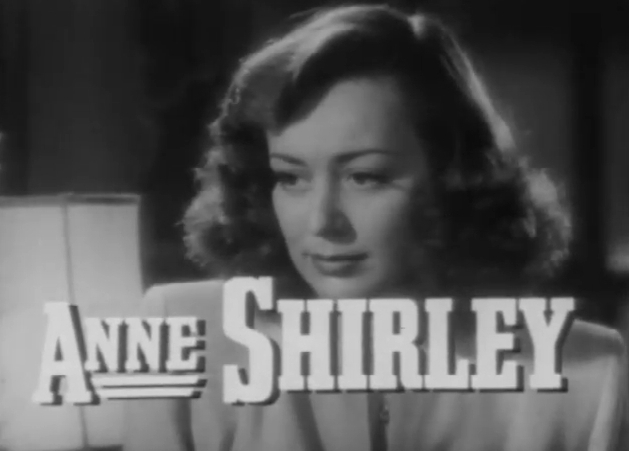
Shirley en Murder, My Sweet (1944)

Filmografia:
| Any  | Pel·lícula                                                              | Paper                                                     | Observacions                        |
| ---- | ----------------------------------------------------------------------- | --------------------------------------------------------- | ----------------------------------- |
| 1922 | The Hidden Woman                                                        | Nena                                                      | com a Dawn O'Day                    |
| 1922 | Moonshine Valley                                                        | Nancy                                                     | com a Dawn O'Day                    |
| 1923 | The Rustle of Silk                                                      | Nena                                                      | com a Dawn O'Day                    |
| 1923 | The Spanish Dancer                                                      | Don Balthazar Carlos                                      | com a Dawn O'Day                    |
| 1924 | The Man Who Fights Alone                                                | Dorothy                                                   | com a Dawn O'Day                    |
| 1924 | The Fast Set                                                            | Petita Margaret                                           | com a Dawn O'Day                    |
| 1925 | Riders of the Purple Sage                                               | Fay Larkin                                                | no surt als crèdits                 |
| 1925 | Alice's Egg Plant                                                       | Alice                                                     | com a Dawn O'Day                    |
| 1927 | Night Life                                                              | Filla d'un especulador                                    | com a Dawn O'Day                    |
| 1927 | The Callahans and the Murphys                                           | Mary Callahan                                             | com a Dawn O'Day                    |
| 1928 | Mother Knows Best                                                       | Sally, de nena                                            | com a Dawn O'Day                    |
| 1928 | 4 Devils                                                                | Marion, de nena                                           | com a Dawn O'Day                    |
| 1928 | Sins of the Fathers                                                     | Mary, de nena                                             | com a Dawn O'Day                    |
| 1930 | City Girl                                                               | Marie Tustine                                             | com a Dawn O'Day                    |
| 1930 | Liliom                                                                  | Louise                                                    | com a Dawn O'Day                    |
| 1931 | Gun Smoke                                                               | La filla de Horton                                        | com a Dawn O'Day                    |
| 1931 | Hello Napoleon                                                          | La nena                                                   | com a Dawn O'Day                    |
| 1931 | Howdy Mat                                                               | -                                                         | com a Dawn O'Day                    |
| 1931 | Rich Man's Folly                                                        | Anne, de nena                                             | com a Dawn O'Day                    |
| 1932 | Emma                                                                    | Isabelle, de nena                                         | no surt als crèdits                 |
| 1932 | Young America                                                           | Nena                                                      | com a Dawn O'Day                    |
| 1932 | So Big!                                                                 | Selina Peake, de nena                                     | no surt als crèdits                 |
| 1932 | The Purchase Price                                                      | Sarah Tipton, la filla                                    | no surt als crèdits                 |
| 1932 | Three on a Match                                                        | Vivian Revere, de nena                                    | com a Dawn O'Day                    |
| 1932 | Rasputin and the Empress                                                | Princesa Anastasia                                        | no surt als crèdits                 |
| 1933 | The Life of Jimmy Dolan                                                 | Mary Lou                                                  | no surt als crèdits                 |
| 1934 | This Side of Heaven                                                     | Nena                                                      | com a Dawn O'Day/Escenes esborrades |
| 1934 | Picture Palace                                                          | Dawn                                                      | com a Dawn O'Day                    |
| 1934 | School for Girls                                                        | Catherine Fogarty                                         |                                     |
| 1934 | Finishing School                                                        | Billie                                                    | com a Dawn O'Day                    |
| 1934 | Private Lessons                                                         | Dawn                                                      | com a Dawn O'Day                    |
| 1934 | The Key                                                                 | Nena                                                      | com a Dawn O'Day                    |
| 1934 | Esquer de solter (Bachelor Bait)                                        | Miriam Ann Johnson, sol·licitant de llicència matrimonial | no surt als crèdits                 |
| 1934 | Ana de les Teules Verdes                                                | Anne Shirley                                              |                                     |
| 1935 | Chasing Yesterday                                                       | Jeanne Alexandre                                          |                                     |
| 1935 | Steamboat Round the Bend                                                | Fleety Belle                                              |                                     |
| 1936 | Chatterbox                                                              | Jenny Iots                                                |                                     |
| 1936 | M'Liss                                                                  | M'liss Smith                                              |                                     |
| 1936 | So and Sew                                                              | -                                                         |                                     |
| 1936 | Make Way for a Lady                                                     | June Drew                                                 |                                     |
| 1937 | Too Many Wives                                                          | Betty Jackson                                             |                                     |
| 1937 | Meet the Missus                                                         | Louise Foster                                             |                                     |
| 1937 | Stella Dallas                                                           | Llorer 'Lollie' Dallas                                    |                                     |
| 1938 | Dones condemnades (Condemned Women)                                     | Millie Anson                                              |                                     |
| 1938 | Law of the Underworld                                                   | Annabelle Porter                                          |                                     |
| 1938 | Mother Carey's Chickens                                                 | Nancy Carey                                               |                                     |
| 1938 | Girls' School                                                           | Natalie Freeman                                           |                                     |
| 1938 | A Man to Remember                                                       | Jean Johnson                                              |                                     |
| 1939 | Boy Slaves                                                              | Annie                                                     |                                     |
| 1939 | Sorority House                                                          | Alice Fisher                                              |                                     |
| 1939 | Career                                                                  | Sylvia Bartholomew                                        |                                     |
| 1940 | Vigil in the Night                                                      | Lucy Lee                                                  |                                     |
| 1940 | Saturday's Children                                                     | Bobby Halevy                                              |                                     |
| 1940 | Anne of Windy Poplars                                                   | Anne Shirley                                              |                                     |
| 1941 | West Point Widow                                                        | Nancy Hull                                                |                                     |
| 1941 | Unexpected Uncle                                                        | Kathleen Brown                                            |                                     |
| 1941 | All That Money Can Buy, també coneguda com The Devil and Daniel Webster | Mary Stone                                                |                                     |
| 1942 | Four Jacks and a Jill                                                   | Karanina 'Nina' Novak                                     |                                     |
| 1942 | The Mayor of 44th Street                                                | Jessey Lee                                                |                                     |
| 1943 | Ona zashchishchayet rodinu                                              | Pasha                                                     | Veu anglesa                         |
| 1943 | Lady Bodyguard                                                          | A. C. Baker                                               |                                     |
| 1943 | The Powers Girl                                                         | Ellen Evans                                               |                                     |
| 1943 | Bombardier                                                              | Burton Hughes                                             |                                     |
| 1943 | Estimada funcionària (Government Girl)                                  | May Harness Blake                                         |                                     |
| 1944 | Man from Frisco                                                         | Diana Kennedy                                             |                                     |
| 1944 | Music in Manhattan                                                      | Frankie Foster                                            |                                     |
| 1944 | Història d'un detectiu (Murder, My Sweet)                               | Anne Grayle                                               |                                     |